# 鲁梭氏蚶
鲁梭氏蚶（学名：Arca jousseaumei），是魁蛤目魁蛤科魁蛤属的一种。主要分布于南海，常栖息在浅海泥质海底。